# Alfred Ewert (Politiker)
Alfred Ewert (* 10. Juli 1900 in Damerau in Westpreußen; † 22. November 1969 in Schwerin) war ein deutscher Kommunist und mecklenburgischer Funktionär der KPD und später der SED.

## Leben
Alfred Friedrich Ewert wurde in Damerau im Kreis Kulm als Kind eines sozialdemokratischen Zimmermanns und einer Arbeiterin in ärmlichen Verhältnissen geboren. Von fünf weiteren Geschwistern erreichten nur zwei Schwestern das Erwachsenenalter. Nachdem die Familie 1904 nach Neu-Beelitz bei Bromberg umgesiedelt war, besuchte Ewert von 1907 bis 1914 die Volksschule und erlernte im Anschluss das Zimmerhandwerk.
1918 erfolgte der Einzug ins Militär. Als Soldat diente Ewert bis 1921 in verschiedenen Gegenden Deutschlands, zuletzt beim Grenzschutz in Bromberg. Nach seiner Entlassung im Jahr 1921 folgte fast ein Jahrzehnt der Wanderschaft. Die Suche nach Arbeit führte Ewert in unterschiedliche Gegenden Deutschlands, u. a. nach Güstrow, Duisburg, Emmerich, Grevesmühlen und Wittenberge. Zwischen 1925 und 1929 lebte er in Schwerin und war dort mit Unterbrechungen als Zimmerer tätig. Im Anschluss verzog für zwei weitere Jahre nach Leipzig, bevor er 1931 nach Schwerin zurückkehrte.
Seit 1925 war Ewert mit Getrud Limmer, Tochter eines Schweriner KPD-Mitbegründers, verheiratet.

## Politisches Wirken
Bereits Anfang der 1920er-Jahre hatte Ewert begonnen, sich beruflich und politisch zu organisieren. 1921 wurde er Mitglied im Zentralverband der Zimmerer, in dem er bis zu seinem Ausschluss Anfang der 1930er-Jahre verschiedene Funktionen ausgeübte.
1922 trat Ewert der USPD bei, rund ein halbes Jahr später gründete er mit Parteikollegen in Emmerich eine Ortsgruppe der KPD, deren Politleiter er bis 1924 blieb. Nach seinem Umzug nach Schwerin engagierte er sich auch dort zwischen 1925 und 1929 als Mitglied der Parteileitung und später als Funktionär für Gewerkschaftsarbeit. Zudem besuchte Alfred Ewert Ende der 1920er- und Anfang der 1930er-Jahre politische Kurse an der Bezirksparteischule in Wismar und in Leipzig.
Nach der Machtergreifung der NSDAP wurde Ewert am 28. Februar 1933 verhaftet und im Januar 1934 wegen Vorbereitung zum Hochverrat zusammen mit anderen führenden mecklenburgischen KPD-Funktionären, u. a. Hans Warscycek, Johannes Warnke, Bernhard Härtel, August Apfelbaum oder Bernhard Quandt verurteilt. Einen Großteil seiner Haftzeit verbrachte er in Bützow-Dreibergen. Nach seiner Entlassung im Januar 1935 blieb Ewert in Schwerin und war bei verschiedenen Baufirmen beschäftigt. Er pflegte jedoch weiterhin Kontakte mit ehemaligen Parteigenossen und war auch Mitglied einer Gruppe, die Medikamente, Lebensmittel und Kleidung für sowjetische Kriegsgefangene organisierte.
In Folge des Attentats auf Adolf Hitler vom 20. Juli 1944 wurde Alfred Ewert im August während der reichsweiten Verhaftungswelle unter dem Titel Aktion Gewitter ein zweites Mal verhaftet, kam aufgrund seines Herzleidens schon kurze Zeit darauf wieder frei.
Nachdem im Mai 1945 der Zweite Weltkrieg mit der deutschen Kapitulation geendet hatte, gehörte Alfred Ewert zu einer Gruppe ehemaliger KPD-Mitglieder, die sich umgehend an die Neugründung der Partei machten. In der Nachkriegszeit bekleidete Alfred Ewert zahlreiche Ämter: 1945 wurde er zunächst Sekretär beim Kreisvorstand Schwerin der KPD, 1946 Kreissekretär beim Kreisvorstand der Vereinigung der gegenseitigen Bauernhilfe (VdgB) und 1951 Mitarbeiter der Landesparteikontrollkommission bei der Landesleitung der SED Mecklenburg. Ein Jahr später wurde er zum Vorsitzenden der Kreisparteikontrollkommission der Kreisleitung Schwerin-Land berufen. Ab 1953 übernahm Ewert den Posten des Abteilungsleiters Landwirtschaft und im Anschluss den des Instrukteurs bei der Bezirksleitung Schwerin. Von 1956 bis zu seiner Pensionierung war er Mitglied der Bezirksparteikontrollkommission Schwerin. Alfred Ewert wurde 1969 an der Gedenkstätte für verdiente Kämpfer für Demokratie und Sozialismus in Schwerin auf dem Alten Friedhof beigesetzt.
Ein kleiner Nachlass befindet sich im Landeshauptarchiv Schwerin.